# 2112 (álbum)
2112 é o quarto álbum de estúdio da banda canadense Rush, lançado em 1 de abril de 1976. Contém a suíte de sete partes composta por Geddy Lee e Alex Lifeson, com letras por Neil Peart contando uma história distópica que acontece no ano 2112. É por vezes descrito como um álbum conceptual, apesar das canções no segundo lado não possuírem relação com a suíte. Rush tornou a repetir esse arranjo no seu disco de 1978, Hemispheres.
2112 é um dos dois discos do Rush a aparecer no livro 1001 Discos Para Ouvir Antes de Morrer (o outro sendo Moving Pictures). Em 2006 e 2016, votações de ouvintes da Planet Rock escolheram 2112 como o álbum definitivo do Rush. Em 2012, esteve em segundo lugar na lista 'Your Favorite Prog Rock Albums of All Time' da Rolling Stone, por uma votação entre os leitores, um dos três álbuns do Rush incluídos (os outros sendo Moving Pictures e Hemispheres). Este álbum está na lista dos 200 álbuns definitivos no Rock and Roll Hall of Fame.
Uma versão deluxe foi lançada em 2012 tanto nos formatos CD/DVD quanto em CD/Blu-ray. O CD contava com o álbum remasterizado na íntegra, assim como três faixas bônus ao vivo do concerto de 1981 no Northlands Coliseum. O DVD e o Blu-ray incluíam o álbum em três formatos HD diferentes, assim como letras na tela, notas no encarte, e um comic book digital contando a história da faixa-título.
Uma versão de aniversário (40th Anniversary edition) foi lançada em 2016 em um combo 2CD/DVD assim como em uma edição "super deluxe" com 3LPs de 200g. O conjunto deluxe continha o álbum na íntegra remasterizado nos Estúdios Abbey Road, assim como faixas ao vivo ainda não lançadas e versões cover das canções executadas por Dave Grohl, Taylor Hawkins, Nick Raskulinecz, Billy Talent, Steven Wilson, Jacob Moon e Alice in Chains.

## Origens
Devido ao fracasso comercial do álbum anterior, Caress of Steel, Mercury Records (a gravadora do Rush na época) pressionou a banda a não fazer outro álbum com "canções-conceito", Caress of Steel contém dois épicos multi-partes: "The Necromancer" (segunda metade do lado um, 12 minutos) e "The Fountain of Lamneth" (lado dois completo).
A banda ignorou os conselhos e manteve seus princípios. O álbum resultante se tornaria o seu primeiro grande sucesso comercial, e finalmente um símbolo da banda. 2112 foi lançado em Abril de 1976 e topou no 61º lugar na Bilboard Top LPs & Tape, se tornando o primeiro álbum da banda a chegar ao Top 100. 2112 recebeu o disco de ouro em 16 de Novembro de 1977, juntamente com os lançamentos da banda na época: A Farewell to Kings e o ao vivo All the World's a Stage. 2112 atingiu disco de platina em 25 de Fevereiro de 1981, pouco depois do lançamento de seu disco mais bem-sucedido, Moving Pictures.

## Conceito e História
No ano 2112, uma guerra de dimensões galácticas resultam em uma união de todos os planetas sob o governo da Red Star of the Solar Federation. Em 2112, o mundo é controlado pelos "Priests of the Temples of Syrinx" ("Sacerdotes dos Templos de Syrinx", em tradução livre), que controlam cada faceta da vida.
Um homem descobre um violão antigo e aprende a tocar sua própria música. Pensando que fez uma descoberta maravilhosa que será uma bênção para a humanidade, ele vai apresentar o violão aos sacerdotes dos Templos, que raivosamente o destroem e repreendem o homem por desenterrar um dos "caprichos tolos" que causou o colapso da civilização anterior. Ele, então, se esconde e sonha com um mundo antes da Solar Federation. Quando acorda, fica perturbado e comete suicídio. Enquanto ele morre, outra batalha interplanetária começa, resultando no final ambíguo "Attention all planets of the Solar Federation: We have assumed control." ("Atenção todos os planetas da Solar Federation: nós assumimos o comando", em tradução livre). Esta seção falada foi criada pelo Geddy Lee e pelo Alex Lifeson alegadamente "mexendo em um gravador de fita". No episódio "2112/Moving Pictures" da série de televisão Classic Albums, Peart confirmou que ele pretendia que o final fosse feliz, com as pessoas da Solar Federation sendo libertadas.
Peart credita "o gênio de Ayn Rand" nas notas do encarte. Rand, uma romancista Judaico-Americana, nascida Russa e inventora da filosofia do Objetivismo, escreveu uma novela intitulada Anthem, cuja história carrega diversas semelhanças com 2112; Peart adicionou o crédito para evitar qualquer ação legal de Rand. Este crédito causou publicidade negativa significante à banda, com alguns até os categorizando como de Extrema-direita. O periódico musical inglês NME fez até alusões ao Nazismo, o que particularmente ofendeu o vocalista e baixista Geddy Lee, cujos pais foram sobreviventes do Holocausto.

## Outras músicas
As outras canções de 2112 se distanciam da faixa-título. Lee e Lifeston escreveram letras para duas das canções ("Tears" e "Lessons", respectivamente), enquanto Peart escreveu o restante.
"Tears" seria a primeira canção do Rush a apresentar um músico de fora da banda. Hugh Syme que tocaria teclado em várias músicas do Rush no futuro (por exemplo, "Different Strings" do Permanent Waves e "Witch Hunt" do Moving Pictures) contribuiu com partes de flauta e cordas tocadas em um Mellotron. "A Passage to Bangkok" e "The Twilight Zone" são músicas típicas do Rush neste período. "The Twilight Zone" foi escrita e gravada em um dia, e é baseada na série de mesmo nome. "Something for Nothing" fecha o álbum. Sobre esta música, Peart diz: "Todos aqueles hinos à inquietação americana e a estrada americana carregaram um tom de saudade, um reconhecimento das dificuldades da vida vagabunda, a noção de que o deslumbramento poderia ser involuntário, o exílio tanto quanto a liberdade e, de fato, a compreensão de que a liberdade não era gratuita. Em meados dos anos 70, a banda estava indo a um show no centro de Los Angeles, no Shrine Auditorium, e eu notei alguns grafitti espalhados em uma parede: 'Liberdade não é grátis', e eu adaptei para uma música no 2112, 'Something for Nothing'.

## Emblema Starman
O emblema Starman (também conhecido como a logo do "Homem na Estrela") foi adotada pelos fãs do Rush como um logo desde sua primeira aparição na capa traseira do 2112. Peart descreveu o Starman em uma entrevista para a revista Creem:
Tudo o que [o homem nu] significa é o homem abstrato contra as massas. A estrela vermelha simboliza qualquer mentalidade coletivista.
Na arte do álbum, a "mentalidade coletivista" é retratada como a Red Star of the Solar Federation, a qual, segundo a história, é uma federação de dimensões galácticas que controla todos os aspectos da vida durante o ano 2112. A figura no emblema é retratada como o "Herói". Hugh Syme, o criador de muitas capas dos álbuns do Rush, comentou sobre o design: "O homem é o herói da estória. Que ele está nu é apenas uma tradição clássica...a pureza de sua pessoa e criatividade sem as armadilhas de outros elementos como vestimentas. A estrela vermelha é a estrela vermelha do mal da Federação, que foi um dos símbolos de Peart. Nós basicamente baseamos a capa em torno da estrela vermelha e aquele herói."
A logo também aparece nas capas de outros sete discos do Rush: o fundo atrás da bateria de Peart em All the World's a Stage, primeiro álbum ao vivo da banda lançado em 1976; em uma das figuras que estão sendo movidas em Moving Pictures; em Retrospective I; em Archives, uma compilação lançada em 1978; em seu álbum ao vivo de 1981, Exit...Stage Left, no fundo juntamente com símbolos de todos os seus trabalhos anteriores; na compilação de 2003 The Spirit of Radio; e no álbum de covers da banda Feedback, de 2004. O logo também apareceu no selo canadense em homenagem ao Rush em 19 de Julho de 2013. Apareceu também na pele frontal do bumbo de Peart de 1977 a 1983, e novamente nas turnês R30 de 2004 e R40 de 2015.

## Legado e significância cultural
- A Audio-Visual Preservation Trust of Canada, uma organização beneficente sem fins lucrativos canadense dedicada a promover a preservação da herança áudio-visual canadense, patrocinou MasterWorks, que anualmente reconhece doze clássicos canadenses considerados culturalmente significantes das indústrias de filmes, rádio, TV e música. Em 2006, 2112 foi um dos álbuns escolhidos para serem preservados.

## Recepção
| Críticas profissionais | Críticas profissionais |
| Avaliações da crítica  | Avaliações da crítica  |
| Fonte                  | Avaliação              |
| ---------------------- | ---------------------- |
| AllMusic               | [ 9 ]                  |
| Music Emissions        | (favorável)            |
| Rolling Stone          | (Deluxe)               |
| The Guardian           | [ 12 ]                 |
| Popmatters             | [ 13 ]                 |
| Team Rock              | [ 14 ]                 |

- 2112 foi incluído na lista da IGN, "10 Classic Prog Rock Albums".[15]
- Em uma votação de leitores feita pela Rolling Stone, ficou em segundo ligar na lista dos álbuns de Prog Rock favoritos.[3]
- Greg Prato, da AllMusic (4,5 de 5): "2112 de 1976 provou ser o seu muito procurado avanço comercial e permanece como um de seus álbuns mais populares."[16]

## Faixas
Todas as letras por Neil Peart, exceto onde indicado; todas as músicas por Geddy Lee e Alex Lifeson, exceto onde indicado.
1. "2112" - 20:34
  - I. "Overture" - 4:32
  - II. "Temples of Syrinx" - 2:13
  - III. "Discovery" - 3:29
  - IV. "Presentation" - 3:42
  - V. "Oracle: The Dream" - 2:00
  - VI. "Soliloquy" - 2:21
  - VII. "The Grand Finale" - 2:14
2. "A Passage to Bangkok" - 3:34
3. "The Twilight Zone" - 3:17
4. "Lessons" (Letra: Lifeson) - 3:51
5. "Tears" (Letra: Lee) - 3:31
6. "Something for Nothing" (Música: Lee) - 3:59

## Créditos
Rush
- Geddy Lee – vocais, Baixo elétrico
- Alex Lifeson – guitarra, violão
- Neil Peart – Bateria, percussão

Músico adicional
- Hugh Syme – ARP Odyssey na introdução de "2112", mellotron em "Tears"

Produção
- Rush - arranjdores, produtores
- Terry Brown - arranjador, produtor
- Terry Brown - gravação, engenharia de som, mixagem
- Brian Lee - masterização
- Bob Ludwig - masterização